# Bataille de Lautulae
Deuxième guerre samnite
Batailles
La bataille de Lautulae est une victoire militaire des Samnites sur la République romaine. La bataille s'est déroulée en 315 av. J.-C. près de l'actuelle ville de Terracina, dans le Latium, pendant la Deuxième guerre samnite. Cette victoire permit aux Samnites de couper le territoire romain en deux, isolant la Campanie du Latium, et provoqua des révoltes parmi les alliés de Rome.